# Château du Gazeau
Le château du Gazeau est un monument historique situé sur le territoire de la commune de Sainte-Ouenne dans le département des Deux-Sèvres en France. C'est un ancien relais de Saint-Jacques-de-Compostelle dont la construction remonte au XVe siècle.

## Histoire
Le château est construit au XVe siècle par Pierre Aymeret et son épouse Jeanne de Gazeau. Il reste possession de la famille Aymeret pendant plus de trois cents ans, jusqu'en 1796. En ruine au début du XIXe siècle, il est en partie démoli, seuls certains bâtiments subsistent aujourd'hui.
Le château est inscrit au titre des monuments historiques en 1970 et 1995.
Partiellement détruit par un incendie le 2 août 2013, il a depuis été rénové. C'est une résidence privée qui était toutefois ouverte au public durant l'été 2015.

## Description
Le château du Gazeau est situé le long de la vallée de l'Égray. Le site se compose de divers bâtiments avec en particulier une chapelle et une galerie longue de quarante mètres destinée à l'hébergement des pèlerins. À l'entrée, les deux tourelles sont les vestiges d'un mur d'enceinte.

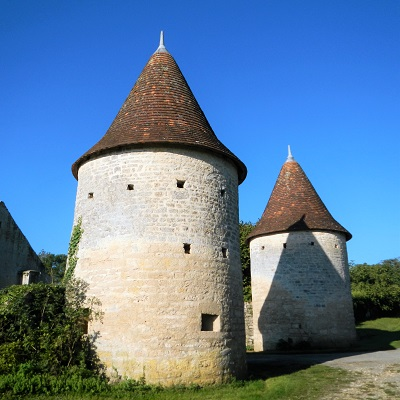
Tourelles à l'entrée du château.